# Mecenaatsinkomsten
Met mecenaatsinkomsten bedoelt men inkomsten die afkomstig zijn van een mecenas, iemand die geld schenkt aan wetenschappers, universiteiten en/of kunstenaars om de activiteiten van de begunstigden te ondersteunen. Het gaat meestal om grotere bedragen (groter dan € 10 000) en dus ook om een welgestelde schenker, die door het schenken meestal geen schade aan zijn eigen levenskwaliteit brengt. Men spreekt slechts van een mecenaat als er geen eigen belangen mee worden gediend, een mecenas is dus geen sponsor, behalve misschien de erkenning die men bij het schenken zelf kan krijgen.
Voor een universiteit of wetenschappelijke instelling verschillen mecenaatsinkomsten van verschillende soorten inkomsten van overheden en overheidsinstellingen. Maar ook van inkomsten afkomstig van de industrie die wetenschappelijk onderzoek ondersteunen om er later zelf mogelijk baat bij te hebben, wat ook voorkomt.
Het gaat dus om inkomsten uit gulle schenkingen, waarvan de specifieke bestemming soms door de schenker bepaald is (bijvoorbeeld geld voor borstkankeronderzoek), maar soms ook niet. In dat geval beslist de universiteit zelf naar wat voor soort onderzoek het geld gaat. De toewijzing van zulke inkomsten aan bepaalde onderzoekers gebeurt meestal na consultatie van onafhankelijke experts die oordelen of het geld wel goed besteed wordt.
Voor kunstenaars verschillen mecenaatsinkomsten van inkomsten van klanten en van steun van een overheid (subsidies). Een mecenas betaalt de kunstenaar dus niet om er later een kunstwerk voor terug te krijgen, maar om hem of haar van levensonderhoud te voorzien of door de kosten van materiaal, een tentoonstelling of uitvoering te dragen.
Ook is er een verschil met inkomsten uit legaten, waarbij pas bij overlijden van de schenker de schenking wordt voltrokken.